# 麻加朋
麻加 朋（あさか とも、1962年1月31日 -）は、日本の推理作家。東京都出身、女性。

## 略歴
2021年に『青い雪』で第25回日本ミステリー文学大賞新人賞を受賞。

## 作品リスト

### 単行本
- 青い雪（2022年2月、光文社、ISBN 978-4334914486)
- ブラックバースデイ（2022年5月、光文社、ISBN 978-4334915278)

### 雑誌等掲載作品
小説
- 「五つ葉ドリーム」 - 『ジャーロ』No. 83（2022年7月号）